# Лонг-Бранч (Вірджинія)
Лонг-Бранч (англ. Long Branch) — переписна місцевість (CDP) в США, в окрузі Ферфакс штату Вірджинія. Населення — 7890 осіб (2020).

## Географія
Лонг-Бранч розташований за координатами 38°49′50″ пн. ш. 77°16′12″ зх. д. / 38.83056° пн. ш. 77.27000° зх. д. (38.830539, -77.269975).  За даними Бюро перепису населення США в 2010 році переписна місцевість мала площу 6,42 км², з яких 6,38 км² — суходіл та 0,03 км² — водойми.

## Демографія
Згідно з переписом 2010 року, у переписній місцевості мешкали 7593 особи в 2602 домогосподарствах у складі 2084 родин. Густота населення становила 1183 особи/км².  Було 2652 помешкання (413/км²).
Расовий склад населення:
| - 71,0 % — білих - 21,8 % — азіатів - 2,5 % — чорних або афроамериканців - 0,3 % — корінних американців - 2,0 % — осіб інших рас |

До двох чи більше рас належало 2,4 %. Частка іспаномовних становила 7,3 % від усіх жителів.
За віковим діапазоном населення розподілялося таким чином: 24,0 % — особи молодші 18 років, 58,3 % — особи у віці 18—64 років, 17,7 % — особи у віці 65 років та старші. Медіана віку мешканця становила 45,6 року. На 100 осіб жіночої статі у переписній місцевості припадало 96,8 чоловіків;  на 100 жінок у віці від 18 років та старших — 93,7 чоловіків також старших 18 років.
Середній дохід на одне домашнє господарство  становив 146 630 доларів США (медіана — 145 329), а середній дохід на одну сім'ю — 158 109 доларів (медіана — 158 077). Медіана доходів становила 109 511 долар для чоловіків та 64 554 долари для жінок. За межею бідності перебувало 5,5 % осіб, у тому числі 3,9 % дітей у віці до 18 років та 11,4 % осіб у віці 65 років та старших.
Цивільне працевлаштоване населення становило 3633 особи. Основні галузі зайнятості: науковці, спеціалісти, менеджери — 20,0 %, освіта, охорона здоров'я та соціальна допомога — 19,6 %, публічна адміністрація — 17,1 %.